# Ада Шкерл
Ада Шкерл (словен. Ada Škerl; 3 квітня 1924, Любляна — 29 травня 2009, Марібор) — словенська поетеса, письменниця та перекладачка з французької мови.

## Біографія
Народилася 3 квітня 1924 року в Любляні. Під час Другої світової війни вона була членом Фронту визволення словенської нації. Після війни вона вступила на славістику на філософський факультет Любляни, а також на драматику в Академію театру, радіо, кіно і телебачення (Любляна).
Деякий час працювала у видавництві Mladinska knjig. Три роки вона працювала вчителькою у Шкоф'я-Лоці, а потім повернулася до Любляни.
У період з 1958 по 1982 рік вона працювала в Радіотелевізії Словенії.
Шкерл виконувала свої поетичні твори на сцені, заробляючи популярність і публікуючи в літературних журналах. Але після Другої світової війни було визнано необхідним зміцнити національний дух у напрямку відбудови батьківщини. Її поезія була відхилена установою. Її звинуватили в дрібному сентименталізмі та погрожували цензурою. Вона відійшла від літературного життя на роки після цієї атаки.
Шкерл провела останні роки свого життя в Мариборі. Вона померла 29 травня 2009 р.

## Творчість
Шкерль відома насамперед своєю поезією. Її перша віршована книга «Senca v srcu» («Тінь у серці») була опублікована в 1949 році, тоді як «Obledeli pasteli» («Вицвілі пастелі») вийшла в 1965 році, а «Temna tišina» («Темна тиша») у 1992 році.
Зіткнувшись з цензурою та критичним неприйняттям Senca v srcu, Шкерль на роки відійшла від літературного життя. Через пропаганду проти її книги вона була розпродана, але до моменту виходу її наступної збірки словенська поезія схилялася до модернізму, а її спостереження за близькістю залишалися на периферії літературної сцени.
Перша книга вважалася відривом від об'єктивістської поезії. Написані метафоричною мовою, вірші змальовували біль нездійснених еротичних очікувань, що призводить до відчуття замкнутості, сумніву, втоми та страху. Наступна, Вицвіла пастель, залишилася вірною своєму ставленню до життя, була співчутливою і самозреченою. Її остання збірка «Темна тиша» була остаточним виконанням поета, який залишився яскравим на літературній арені, навіть якщо був маргіналізованим.
Також вона писала книги для дітей. «Zgodba o morskem konjičku» вийшов у 1953 році, «Voščila» — у 1962 році, «Nevsakdanje potovanje» — у 1973 році.
Її переклади дитячої літератури з французької мови також були добре сприйняті. Серед інших, вона переклала Баба Дієн і Морсо-де-Сукре Клода Авеліна в 1953 році, а «Вісники Гюго» Les travailleurs de la mer в 1956 році.
В останні роки її вважали самотньою жіночою стороною поетичного колективу Pesmi fourh, разом з Янезом Менартом, Цирілом Злобцем, Каєтаном Ковичем та Тоне Павчеком.
Роботи Шкерл почали отримувати високу оцінку до кінця її життя. Її вірші з «Senca v srcu» були встановлені як лібрето Іво Свєтіною для опери про її життя у виконанні Люблянського словенського національного театру опери та балету в 2017 році.

### Переклади
- Claude Aveline (1953). Baba Diène et Morceau-de-Sucre [Baba Dijen in Košček Sladkorja]. Založba Mladinska knjiga.
- Victor Hugo (1956). Les travailleurs de la mer [Pomorščaki]. Slovenski knjižni zavod.